# Partit Unit Kurd de Síria
Partit Unit Kurd de Síria (Partîya Yekîtî ya Kurd li Sûriyê / Hizb al-Wahdah al-Kurdi fi Suriyah; PYK-S) és una organització política kurda clandestina de Síria; és dirigida per Hussein Saado. No se sap si és una escissió del Partit d'Unió Democràtica o és un partit original. En tot cas, com aquest, es pensa que estaria igualment proper del Kongragel dels kurds de Turquia i de la Confederació Democràtica del Kurdistan. El cert és que col·labora amb el Partit Democràtic Kurd a Síria-El Partit i amb el Partit de la Llibertat Kurda de Síria.